# محاصره هانازاوا
محاصره هانازاوا (انگلیسی: Siege of Hanazawa) یکی از چندین نبردی بود که بین خاندان تاکدا و خاندان ایماگاوا در طول مبارزات تاکدا برای تصرف ولایت سوروگا، در طول دوره سنگوکو ژاپن درگرفت.